# Chrysodeixis bengalensis
Chrysodeixis bengalensis är en fjärilsart som beskrevs av Rossi 1794. Chrysodeixis bengalensis ingår i släktet Chrysodeixis och familjen nattflyn. Inga underarter finns listade i Catalogue of Life.